# سبدساز پیشانی‌خط‌دار
سبدساز پیشانی‌خط‌دار (نام علمی: Asthenes urubambensis) یک گونه پرنده نزدیک تهدید در زیرتیرهٔ Furnariinae از تیرهٔ تنورمرغان (Furnariidae) است که در بولیوی و پرو یافت می‌شود.